# Ensemble Sans Souci Berlin
L'Ensemble Sans Souci Berlin est un ensemble allemand de musique baroque et classique fondé en 1985, adepte de l'interprétation historiquement informée, soit l'interprétation sur instruments anciens (ou copies d'instruments anciens).
Il ne doit pas être confondu avec l'Ensemble Barocco Sans Souci.

## Historique
L'Ensemble Sans Souci Berlin a été fondé en 1985 par le flûtiste et chef d'orchestre allemand Christoph Huntgeburth, la violoniste Irmgard Huntgeburth et le gambiste Niklas Trüstedt.
L'ensemble travaille dans l'esprit de l'interprétation historiquement informée (Aufführungspraxis en allemand), c'est-à-dire sur instruments anciens (ou copies d'instruments anciens).

## Répertoire
Le répertoire de l'ensemble va des débuts du baroque au romantisme.
Il s'attache tout particulièrement à la redécouverte de la musique de la cour du roi de Prusse Frédéric II et de la contribution importante de l'école de Berlin dans le développement du style classique et romantique en Europe. 
L'ensemble a ainsi consacré des enregistrements aux concertos et symphonies composés par Frédéric II, qui était lui-même flûtiste et compositeur et dont le maître était Johann Joachim Quantz.

## Discographie sélective
- 1997 : Musik für Sans-Souci - Konzerte der königlichen Hofkapelle Friedrichs II, œuvres de Johann Joachim Quantz et Franz Benda (Kammerton)
- 2000 : Virtuoso Violin Music at the Prussian Court, œuvres de Johann Adam Birkenstock et Franz Benda (Koch Schwann Musica Mundi 3-6741-2)
- 2008 : Friedrich II vol.2 : Die Flötenkonzerten, du roi de Prusse Frédéric II
- 2009 : Friedrich II vol.3 : Die Sinfonien, du roi de Prusse Frédéric II
- 2010 : Klavierquartett, Notturno du prince Louis-Ferdinand de Prusse, neveu de Frédéric II
- 2010 : Chamber music de Wilhelm Friedemann Bach
- 2010 : Six Divertimenti de Joseph Haydn
- 2014 : Dresden Sonaten de Johann David Heinichen